# Variomatic

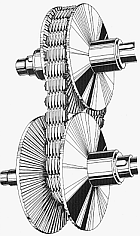
Correia de transmissão e polias do Variomatic

Variomatic é um sistema de transmissão continuamente variável automático, inventado por Hub van Doorne da empresa automobilística neerlandesa DAF. O sistema, que utiliza uma correia de transmissão e duas polias, foi a primeiro câmbio CVT a ser efetivamente aplicado em um carro de passeio. Em teoria, o sistema sempre produz o óptimo binário. 
A DAF introduziu o Variomatic pela primeira vez nos Países Baixos, em 1958, no carro DAF 600. Porque o sistema não possui engrenagens separadas, mas uma (marcha variável) e um modo reverso separarado (em oposição a marcha ré), a marcha funciona em reverso também, dando o interessante efeito colateral que se pode dar marcha à ré de forma tão rápida quanto a avançar.